# Mesocoela obscura
Mesocoela obscura là một loài bướm đêm trong họ Geometridae.